# ヴルヴォディニァ
ヴルヴォディニア（英:Vulvodynia）は、女性の陰部の慢性の痛みで、ジンジン感があり、感染症や、他の明白な病名がつかないもの。ICD-9では、ICD-9 625.7に入り、女性陰部の疼痛や他の疾患に属する。即ち、陰部の疼痛、ジンジン感で、陰部または膣の感染症とか他の皮膚疾患としては説明できないものをいう。
ヴルヴォディニアという術語は単に陰部の疼痛をいい、特に一定の原因によるものではない。

## 症状
疼痛が最も主たる症状で、その特徴は陰部、即ち陰唇と膣前庭の、灼熱感、ジンジン感、刺激や鋭い疼痛である。それは常にあったり、間欠的にあったり、また陰部を触った時だけにあったりするが、通常数年間も持続する。症状は陰部の一部のみに起こることもあり、また陰部全体に起こることもある。それは性行為の時に起こることもあり、また、性行為後に起こることもある。また、タンポンを挿入時に起こることもあれば、例えば座る行為や、バイクに乗る、乗馬などで陰部が圧力が加わる時に起こることもある。ヴルヴォディニアのいくらかは突発的に、すなわち特別な誘因なく発生する。

### 精神的症状
他の疼痛の患者と同様に、ヴルヴォディニァの患者は診断を見つけようとフラストレーションに陥る。そして、未だ確立していない医学の分野にはまり込む。原因はいまだ不明で、治療成績はばらばらである。それゆえ、患者はフラストレーションに陥り、うつ状態となり生活の質が低下する。

## 膣前庭炎
Main article: en:Vulvar vestibulitis
膣前庭炎症候群（英語：Vulvar Vestibulitis Syndrome(VVS)、または vestibulodynia、また単に vulvar vestibulitis）は膣前庭部に限局したヴルヴォディニアである。部分的に限局した灼熱感や、切られると感じる疼痛（cutting 型疼痛）に伴い易い。疼痛はクリトリスに及びクリコディニア（クリトリスの疼痛）とも呼ばれる。膣前庭炎症候群(VVS)は、閉経期前の婦人を侵すヴルヴォディニアの最も普通の型で、婦人科に訪れる婦人の10%から15%に見られるという報告がある。

## 原因
原因として考えられるものや治療法は色々研究されてきている。原因は個人的で種々様々であろう。原因としては、炎症が起きやすいという遺伝的素質、アレルギー、特別なものへの感受性 （たとえば尿中のシュウ酸塩）、全身性エリテマトーデスや湿疹や硬化性苔癬（en:Lichen sclerosus）のような自己免疫性疾患、 感染症（例えばカンジダ症、細菌性膣炎）、ウイルス（ヒトパピローマウイルス、単純ヘルペスウイルス）、外傷、神経系の障害、ニューロパチー 例えば膣部の神経終末数の増加などである。陰唇形成術などの後遺症の場合もある。16歳以前に低エストロゲン剤を含む経口避妊薬を開始すると膣前庭部症候群にかかりやすくなる。 膣前庭炎症候群がなくても、経口避妊薬を服用すれば、痛みへの閾値が低下するため、疼痛を感じやすい。 骨盤底機能障害（英語: Pelvic floor dysfunction）は疼痛の隠れた原因かもしれない。

## 診断
診断には除外診断が重要であり、他の膣の器質的疾患を除外する必要がある。まず、患者の訴えに基づく必要があり、特に器質的所見、鑑別診断として器質的原因がないことが重要である。綿棒による拭き取りテストを行い、痛みの原因を調べ、その痛みの程度を調べる。患者はしばしば、そのテストを非常に痛がり、ナイフでこさぎ取ったと表現することもある。多くの患者は正確な診断を付ける前にいわゆるドクターショッピング（多数の医師を訪れる）を行っている。 多くの産婦人科医師もこの状態をよく知らない場合もあるが、この知識は次第に広がっている。患者は特に性的に活動性がある場合に症状を発生するので、なかなか医師を訪れない傾向がある。特に、器質的障害が見つからないので、貴方の悩みは単なる思い込みですよ、といわれてしまう。

## 鑑別診断
1. 感染：カンジダ症、単純疱疹（単純ヘルペス）、HPV
2. 炎症：扁平苔癬
3. 癌などの新生物：乳房外ページェット病、 陰部の癌
4. 神経系の疾患：帯状疱疹後神経痛、 脊髄損傷

## 治療と管理
ヴルヴォディニァや膣前庭炎に対する決まり切った治療やアプローチはない。婦人は色々な治療を行うと改善している。 100%がある治療法で治ると豪語している医師もいれば、部分的にしか改善しないとする医師もいる。多種類の治療法に対する反応は種々様々であり、多くの患者は治療による反応に応じて、医師とか治療法を変えている。その治療法は未だ実験の程度に過ぎず、健康保険には認められていない、また保健は採用されていない。
カウンター越しのケア：化繊でない、木綿の下着を着て、陰部を刺激せず膣部と大陰唇小陰唇を冷水または水を含ませた綿で拭く。石鹸は使わない。排尿させて、生理パッドで拭き乾かす。座っていれば、圧力は少なくする。
潤滑（性交のためまたは、刺激を少なくするため）：もしカンジダ症があるならグリセリンによる潤滑は避けるべきである。これは砂糖の働きをするので事態を悪化させるだけである。ニームオイルはカンジダ症に対しても刺激予防に効果のある局所治療である。カンジダ症が起こりやすいなら、水溶性の潤滑剤がよい。局所的なビタミンEやオリーブオイルは細菌を生育させるため避ける。

### 食事
食事療法：低シュウ酸塩ダイエットは、高シュウ酸塩症の人には有効であるが、摩擦を増悪させる。シュウ酸塩のレベルは24時間尿を調べる。低シュウ酸塩ダイエットの後にカルシウムサイトレイトサプリメントを摂取する。これは尿中の正常レベルの人には助けにならない。
プロバイオティクスを毎日取るとよいというエビデンスがある。

### 情報
性行為の挿入の代わりになるもの：患者には挿入が疼痛を増大させるので、それ以外の性的活動を探すように励ますこと。米国であればセックス・セラピスト（en:sex therapist）から教えを乞うのもよい。
教育と正確な情報：この状態の専門家のゼミナールが行われた。

## 理学療法
バイオフィードバック、理学療法とリラクゼーション技法：理学療法士が行うバイオフィードバックでは膣のセンサーを挿入して筋肉の力を測定し患者の筋肉の収縮と弛緩の差を感じさせ、筋肉の力をコントロールさせる。ケーゲルの練習を含み腹式呼吸もさせる。他の理学療法では、筋肉を直接操作する。セラピストは膣内腸近くまで圧迫する。この方法はもともと、膣痙攣の治療に行われるものである。
他のセラピストによると骨盤内筋肉を強くするという方法をとる。

### 医薬品
患者は以下の薬物に色々な程度の有効性を示してきた。すなわち、またはテストステロンを含むクリーム、内服剤としてテストステロン、疼痛にも使う抗うつ薬(例えばノルトリプチリン、アミトリプチリン）抗不安薬、鎮痛作用がある注射剤、エストロゲン、コルチコステロイドの局所剤、全身投与など。
様々な薬が治療に用いられてきたが、しばしばエビデンスの質は悪い。それにはリドカインのクリームや軟膏、エストロゲン、三環系抗うつ薬が含まれる。錠剤の抗うつ薬や抗てんかん薬が試されているが、質の悪い研究である。ステロイドやボツリヌストキシンのような注射剤が試され、ある程度の成果を収めている。

## 手術
前庭切除術（英語：vestibulectomy）：この手術では神経（innervated fibers）を切除する。膣にも拡大し切除した皮膚に縫い合わせる。成功率は60%以下など様々である。上の文献では成功率は 93%に達する。

## 映像作品
セックス・アンド・ザ・シティのシーズン4におけるエピソード「The Real Me」で、シャルロットがこの診断を受け、抗うつ剤を投与される。